# نسيب (اسم)
نسيب هو اسم علم مذكر من أصل عربي، ومعناه هو المناسب القريب.

## شخصيات تحمل الاسم
- نسيب أرسلان (1868 – )
- نسيب البكري (سياسي سوري وزعيم قومي، 1888 – 1966)
- نسيب البيطار (7 يونيو 1953 – 22 فبراير 2011)
- نسيب باي يوسيفبايلي (سياسي أذربيجاني، 5 يوليو 1881 – 31 مايو 1920)
- نسيب بديع البربير (1966 – 1991)
- نسيب جنبلاط (1855 – )
- نسيب شاهين
- نسيب عريضة (كاتب سوري، 1887[3] – 25 مارس 1946[3][4])
- نسيب لحود (سياسي لبناني، 23 نوفمبر 1944 – 1 فبراير 2012)
- نسيب مكارم (خطاط لبناني، 14 سبتمبر 1889 – 4 يونيو 1971)

## وصلات خارجية
- موسوعة السلطان قابوس لأسماء العرب